# Edinburg (Texas)
Edinburg és una població dels Estats Units a l'estat de Texas. Segons el cens del 2000 tenia 64.465 habitants.

## Demografia
Segons el cens del 2000, Edinburg tenia 48.465 habitants, 14.183 habitatges, i 11.417 famílies. La densitat de població era de 500,7 habitants per km².
Dels 14.183 habitatges en un 46,9% hi vivien nens de menys de 18 anys, en un 56,9% hi vivien parelles casades, en un 19% dones solteres, i en un 19,5% no eren unitats familiars. En el 15,4% dels habitatges hi vivien persones soles el 5,5% de les quals corresponia a persones de 65 anys o més que vivien soles. El nombre mitjà de persones vivint en cada habitatge era de 3,29 i el nombre mitjà de persones que vivien en cada família era de 3,71.
Per edats la població es repartia de la següent manera: un 33% tenia menys de 18 anys, un 13,1% entre 18 i 24, un 29,8% entre 25 i 44, un 15,9% de 45 a 60 i un 8,2% 65 anys o més.
L'edat mitjana era de 27 anys. Per cada 100 dones de 18 o més anys hi havia 90,5 homes.
La renda mitjana per habitatge era de 28.938 $ i la renda mitjana per família de 30.634 $. Els homes tenien una renda mitjana de 27.505 $ mentre que les dones en tenien 21.010 $. La renda per capita de la població era d'11.854 $. Aproximadament el 25,2% de les famílies i el 29,2% de la població estaven per davall del llindar de pobresa.

## Poblacions més properes
El següent diagrama mostra les poblacions més properes.